# Contea di Jasper (Texas)
La contea di Jasper in inglese Jasper County è una contea dello Stato del Texas, negli Stati Uniti. La popolazione al censimento del 2010 era di 35 710 abitanti. Il capoluogo di contea è Jasper. La contea è stata creata nel 1834 come municipalità del Messico, mentre è stato organizzata nel 1837 nel territorio texano. Il suo nome deriva da William Jasper (1750–1779), eroe della guerra d'indipendenza americana. Il giudice della contea è Mark Allen, mentre lo sceriffo è Mitchel Newman.

## Geografia fisica
| Anno | Popolazione | ±%     |
| ---- | ----------- | ------ |
| 1850 | 1,767       |        |
| 1860 | 4,037       | 128.5% |
| 1870 | 4,218       | 4.5%   |
| 1880 | 5,779       | 37.0%  |
| 1890 | 5,592       | −3.2%  |
| 1900 | 7,138       | 27.6%  |
| 1910 | 14,000      | 96.1%  |
| 1920 | 15,569      | 11.2%  |
| 1930 | 17,064      | 9.6%   |
| 1940 | 17,491      | 2.5%   |
| 1950 | 20,049      | 14.6%  |
| 1960 | 22,100      | 10.2%  |
| 1970 | 24,692      | 11.7%  |
| 1980 | 30,781      | 24.7%  |
| 1990 | 31,102      | 1.0%   |
| 2000 | 35,604      | 14.5%  |
| 2010 | 35,710      | 0.3%   |

Secondo l'Ufficio del censimento degli Stati Uniti d'America la contea ha un'area totale di 970 miglia quadrate (2500 km²), di cui 939 miglia quadrate (2420 km²) sono terra, mentre 31 miglia quadrate (80 km², corrispondenti al 3,2% del territorio) sono costituiti dall'acqua.

### Strade principali
- U.S. Highway 69
- U.S. Highway 96
- U.S. Highway 190
- State Highway 62
- State Highway 63
- Recreational Road 255

### Contee adiacenti
- San Augustine County (nord)
- Sabine County (nord-est)
- Newton County (est)
- Orange County (sud)
- Hardin County (sud-ovest)
- Tyler County (ovest)
- Angelina County (nord-ovest)

### Aree nazionali protette
- Angelina National Forest
- Big Thicket National Preserve
- Sabine National Forest